# Sant’Ignazio
A Campus Martius-i Loyolai Szent Ignác-templom, ismertebb nevén Sant’Ignazio (olaszul: Chiesa di Sant’Ignazio di Loyola in Campo Marzio, latinul: Ecclesia Sancti Ignatii a Loyola in Campo Martio) egy római katolikus címtemplom diakónusi ranggal, amelyet Loyolai Szent Ignácnak, a Jézus Társasága alapítójának szenteltek, és amely Olaszország fővárosának, Rómának a történelmi központjában található. A barokk stílusban 1626 és 1650 között épült templom eredetileg a szomszédos Római Kollégium (Collegio Romano) kápolnájaként működött, amely 1584-ben egy új, nagyobb épületbe költözött, és átnevezték Gregoriana Pápai Egyetemre. Ez az egyik a 17. századi nagy prédikáló templomok közül, amelyeket a ellenreformáció rendjei építettek a Centro Storicoban (a többi a jezsuiták Il Gesú temploma, a barnabita San Carlo ai Catinari templom, a teatinusok Sant'Andrea della Valle temploma és az oratoriánusok Chiesa Nuova temploma). 
A templom kiemelkedő értékei a hatalmas barokk freskói, melyeket Andrea Pozzo készített. Jelentős zarándokhelynek számít, mivel olyan jezsuita szentek sírjai találhatók itt, mint Gonzaga Szent Alajos, Bellarmin Szent Róbert és Berchmans Szent János, de itt található XV. Gergely pápa sírja is. Róma történelmi központjának részeként 1980 óta az UNESCO világörökség cím birtokosa.

## Története
A Collegio Romano elődje 1551-ben nagyon szerény körülmények között nyílt meg, az ajtó felett egy felirattal, amely összefoglalta egyszerű célját: „Nyelvtan, humán tudományok és keresztény tanítások iskolája. Ingyenes”. Az első években pénzügyi problémákkal küzdő Collegio Romano több ideiglenes központtal is rendelkezett. 1560-ban Vittoria della Tolfa, Marchesa della Valle, családja isola nevű egsz háztömbjét és az ott álló épületeket a Jézus Társaságnak adományozta, néhai férje, Marchese della Guardia Camillo Orsini emlékére, megalapítva ezzel a jelenlegi Collegio Romanót. Korábban azt tervezte, hogy a szegény klarisszáknak adományozza egy kolostor alapítására. A nővérek azonban eddigre már megkezdték a Santa Maria della Nunziata templom építését, amelyet az Ízisz-templom helyén emeltek.
Bár a jezsuiták megkapták a márkinő földjét, a templom építéséhez nem kaptak tőle pénzt. A költségvetési korlátok miatt kénytelenek voltak saját építészt alkalmazni. A templom építését a jezsuita építész, Giovanni Tristano vette át. A jezsuiták kizárólagos munkájával épült Angyali üdvözlet templom 1567-ben került először használatba. A háromhajós, a Szent Angyali Üdvözletnek (olaszul: Santissima Annunziata) szentelt templomot a Collegio Romano építette 1562 és 1567 között a már meglévő épület alapjaira. Mivel a korábbi templom már 1555-ben elkészült a földszint magasságáig, a jezsuitáknak nem volt lehetőségük bővíteni az épületet, hogy befogadja a Collegio Romano növekvő diáklétszámát. A homlokzat nagyon hasonlított a kortárs Sant'Andrea al Quirinale temploméra, amelyet szintén Giovanni Tristano tervezett. A márkinő kívánságának megfelelően a homlokzaton büszkén díszelgett az Orsini címer. Az Angyali üdvözlet-templomot 1580-ban bővítették, amikor XIII. Gergely pápa kibővíttette a Collegio Romanót, különösen az oldalkápolnákat.
A régi templom a 17. század elején már nem volt elegendő a kollégiumba járó több mint 2000, különböző nemzetiségű hallgató számára. XV. Gergely pápa, aki maga is a Collegio Romano egykori tanulója volt, nagyon kötődött a templomhoz. Loyolai Ignác 1622-es szentté avatása után unokaöccsének, Ludovico Ludovisi kardinálisnak javasolta, hogy a kollégium területén emeljenek egy új templomot, amelyet a jezsuiták alapítójának szentelnének. A fiatal bíboros elfogadta az ötletet, és több építészt is felkért, hogy készítsenek terveket, köztük Carlo Madernót is. Ludovisi végül a jezsuita matematikus, Orazio Grassi, a Collegio Romano professzorának terveit választotta.
Az alapkövet csak négy évvel később, 1626. augusztus 2-án rakták le, ami azzal magyarázható, hogy a Collegio Romanohoz tartozó épületek egy részét le kellett bontani. A régi templomot végül 1650-ben lebontották, hogy helyet csináljanak a hatalmas Loyolai Szent Ignác-templomnak, amelynek építése 1626-ban kezdődött és csak a század végén fejeződött be. A Collegio Romano csak egy kis részét elfoglaló Angyali üdvözlet templommal ellentétben a Loyolai Szent Ignác-templom a teljes tömb negyedét elfoglalta, amikor elkészült.
A templomot csak 1650-ben, az 1650-es jubileumi szentév alkalmával nyitották meg a nyilvánosság számára. A templom végleges ünnepélyes felszentelését csak 1722-ben tartotta Antonfelice Zondadari bíboros. A templom bejárata ma a rokokó stílusú San Ignazio térre néz, amelyet Filippo Raguzzini építész tervezett.

## Az épület belseje
A templom latin kereszt alaprajzú, számos oldalkápolnával. Az épületet a jezsuita anyatemplom, egyben az első barokk templom, a 16. század végén épült római Il Gesù ihlette. A teljes belső teret körülvevő impozáns korinthoszi pilaszterek, a széles keleti apszis hátsó részén található főoltárra irányuló színházi hatás, a templom színes márványai, élénk stukkófigurális domborművei, gazdagon díszített oltárai, kiterjedt aranyozása és a négyezetnél található „kupola” és a főhajó mennyezetén található merész trompe-l'œil festmények mind ünnepélyes, pompás hatást keltenek. Egy valódi kupola építéséhez nem volt elég pénz, ezért Andrea Pozzo egy 17 méteres vászonra festette meg a kupola illúzióját. Munkája olyan jól sikerült, hogy megbízták a többi freskó elkészítésével, illetve külföldön is több jezsuita templomot látott el hasonló „álkupolákkal.”
A hajó nyugati falán Alessandro Algardi Pompa és vallás (1650) című szoborcsoportja látható. Algardi segített megtervezni a stukkóból készült magas domborműveket is, amelyek a hajó mindkét oldalfalán, a kápolnák bejárata felett és a hajó grandiózus párkánya alatt futnak.
A templomban található további műalkotások között szerepel Camillo Rusconi hatalmas stukkószobra Szent Ignácról (1728). Gonzaga Szent Alajos, Bellarmin Szent Róbert és Berchmans Szent János szentek a templomban vannak eltemetve. A templom emellett XV. Gergely pápa és Bartol Kašić nyughelye is.

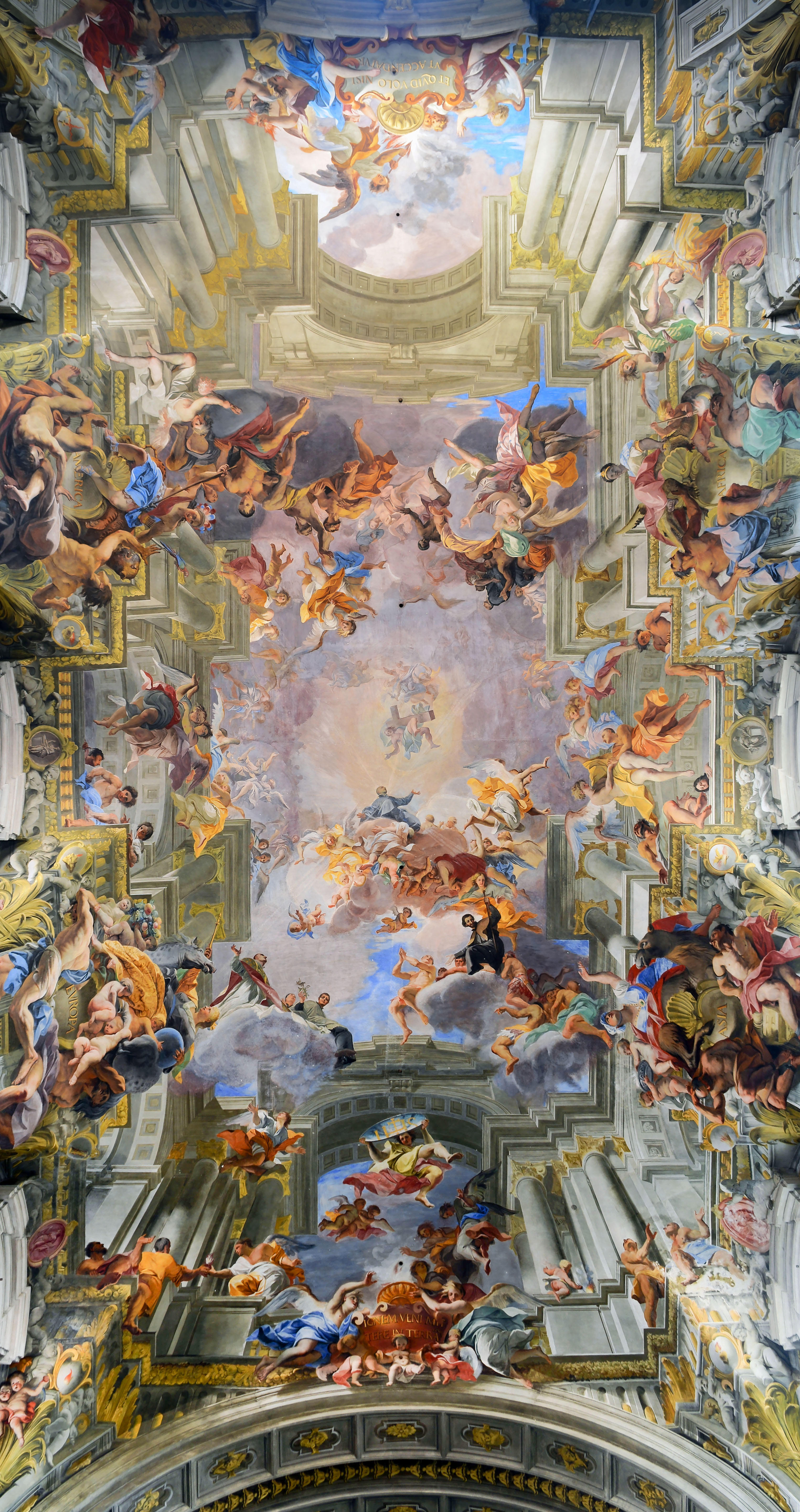
A hatalmas mennyezeti freskó

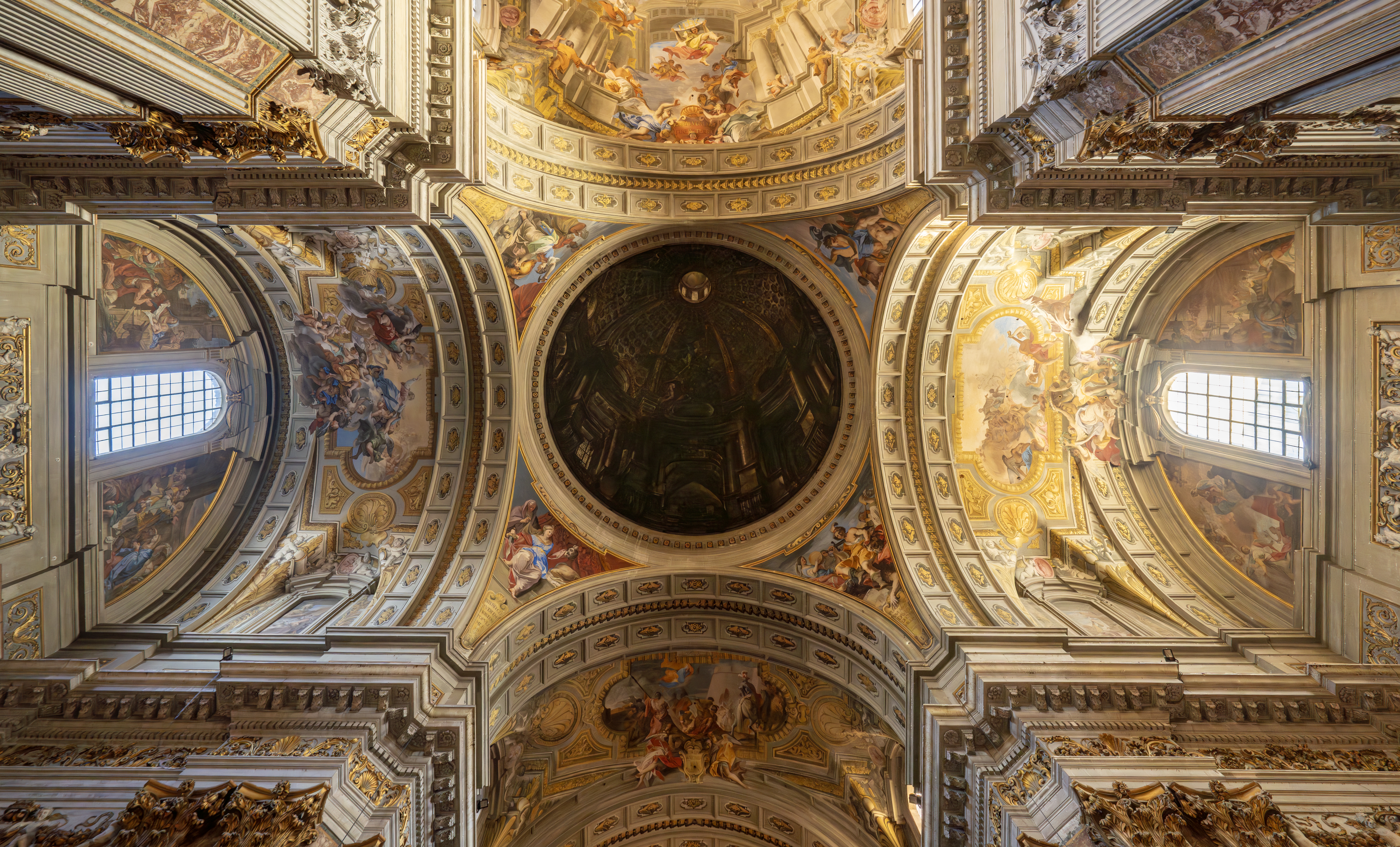
A négyezet freskói és az álkupola

### Andrea Pozzo freskói
Andrea Pozzo jezsuita laikus testvér festette meg a hajó mennyezetét borító grandiózus freskót 1685 körül. A freskó Szent Ignác és a Jézus Társaság világszerte végzett munkáját dicsőíti, bemutatva a szentet, akit Krisztus és Szűz Mária fogad a mennyországban, körülvéve a négy kontinens allegorikus ábrázolásaival.
A lineáris perspektíva, a fény és az árnyékok ügyes használatával a templom hajójának hatalmas dongaboltozatát idealizált aulává alakította, ahonnan látható Szent Ignác apoteózisa és felvétele a megnyílt mennyországba. Pozzo arra törekedett, hogy megnyissa, sőt feloldja a főhajó boltozatának tényleges felületét, hogy a néző egyfajta hatalmas és magasztos kupolát lásson, amely nyitott a ragyogó ég felé, és felfelé lebegő alakokkal van tele. A hajó padlójának közepébe helyezett márványkorong jelzi azt az ideális pontot, ahonnan a nézők teljes mértékben élvezhetik az illúziót.
A hajó padlóján keletebbre található második jelölés ideális kilátási pontot biztosít a négyezetet borító, magas, bordázott és kazettás kupolát ábrázoló trompe-l'œil festményhez. Az itt várható kupola soha nem épült meg, helyette 1685-ben Andrea Pozzo egy kupolát ábrázoló festményt készített vászonra, így nem is tekinthető valódi freskónak. Az eredeti festmény, amely 1685-ben készült el, egy tűzvészben megsemmisült; 1823-ban Francesco Manno hűen reprodukálta a Pozzo által hátrahagyott rajzok és tanulmányok alapján.
A négyezet csegelyeit is freskókkal díszítette az Ószövetség szereplőivel: Judit, Dávid, Sámson és Jáel.
Pozzo festette a keleti apszis freskóit is, amelyek Szent Ignác életét és apoteózisát ábrázolják. A bal oldali magas panelon látható Pamplona ostroma Ignác megsebesülését ábrázolja, amelynek következtében lábadozni kényszerült, és ez megváltoztatta az életét. A főoltár feletti panel, Szent Ignác látomása a La Storta kápolnában azt a látomást ábrázolja, amelynek következtében a szent megkapta isteni hivatását. A Szent Ignác elküldi Xavéri Szent Ferencet Indiába című festmény a jezsuiták missziós munkáját idézi fel idegen országokban, végül a Szent Ignác fogadja Borgia Szent Ferencet című festmény a spanyol nemes toborzását idézi fel, aki később a jezsuita rend generálisa lett. Szintén ő felelős az apszis félkupolájában található freskóért is, amely Szent Ignác gyógyítja a pestises betegeket című festményt tartalmazza.

### Sírok és oltárok
A jobb oldalon található első kápolnában egy 18. századi oltárkép látható, amely Szent Stanislaus Kostka és Régis Szent Ferenc-János a Szűz Mária által tartott gyermek Jézushoz imádkozó alakjait ábrázolja. A második kápolnában egy oltárkép látható, amely Szent József és Szűz Mária alakjait ábrázolja, valamint egy lunetta (jobb oldali fal), amely Gonzaga Szent Alajos utolsó áldozását ábrázolja, mindkettő Francesco Trevisani (1656–1746) alkotása; a kupolát Luigi Garzi festette ki. A harmadik kápolnában egy 18. századi oltárkép látható, amely a Szent Szűz templombeli bemutatását ábrázolja, ez Stefano Pozzi alkotása.
A jobb oldali kereszthajóban található kápolna Gonzaga Szent Alajos tiszteletére készült, és egy nagy márvány dombormű díszíti, amely a szent apoteózisát ábrázolja, és a francia szobrász, ifjabb Pierre Le Gros alkotása (1697–99). Andrea Pozzo festette a mennyezetet, amely szintén a szent megdicsőülését ábrázolja. A Gonzaga melletti oldalsó oltárban Szent Bellarmin Róbert bíboros sírja található.
A bal oldali kereszthajó kápolnájában láthatóak Szent Berchmans János ereklyéi.
A templom presbitériumától jobbra (a délkeleti sarokban) található kápolnában található XV. Gergely pápa és unokaöccse, Ludovico Ludovisi bíboros, a templom alapítóinak síremléke. Pierre Le Gros tervezte a monumentális síremléket, és 1709–14 között maga is kivitelezte annak nagy részét, kivéve a két repülő Fáma-alakot, a hírnév megszemélyesített alakjait, amelyek Pierre-Étienne Monnot munkái.
A bal oldali kereszthajó kápolnájában Filippo Della Valle márvány oltárképe látható, Pietro Bracci allegorikus alakjaival és angyalaival (1649), valamint Pozzo freskókkal díszített mennyezete, amelyen Mária mennybemenetele látható. A bal oldalon található második és első kápolnában Pierre de Lattre jezsuita szerzetes alkotásailáthatók, aki a sekrestye festményeit is készítette.

## Címtemplomként
A Sant Ignazio di Loyola a Campo Marzio bíboros diakónus címet 1991. június 28-án hozták létre, és eddig mindig olyan bíboros kapta meg, aki a jezsuita rend tagja volt. Eddig az alábbi bíborosok címtemplomaként szolgált az épület:
- Paolo Dezza, S.J. (1991. június 28. – 1999. december 17.)
- Roberto Tucci, S.J. (2001. február 21. – 2011. február 12.; bíboros papként 2011. február 21. – 2015. április 14.)
- Luis Francisco Ladaria Ferrer, S.J. (2018. június 28. – jelenleg)[13]

## Galéria

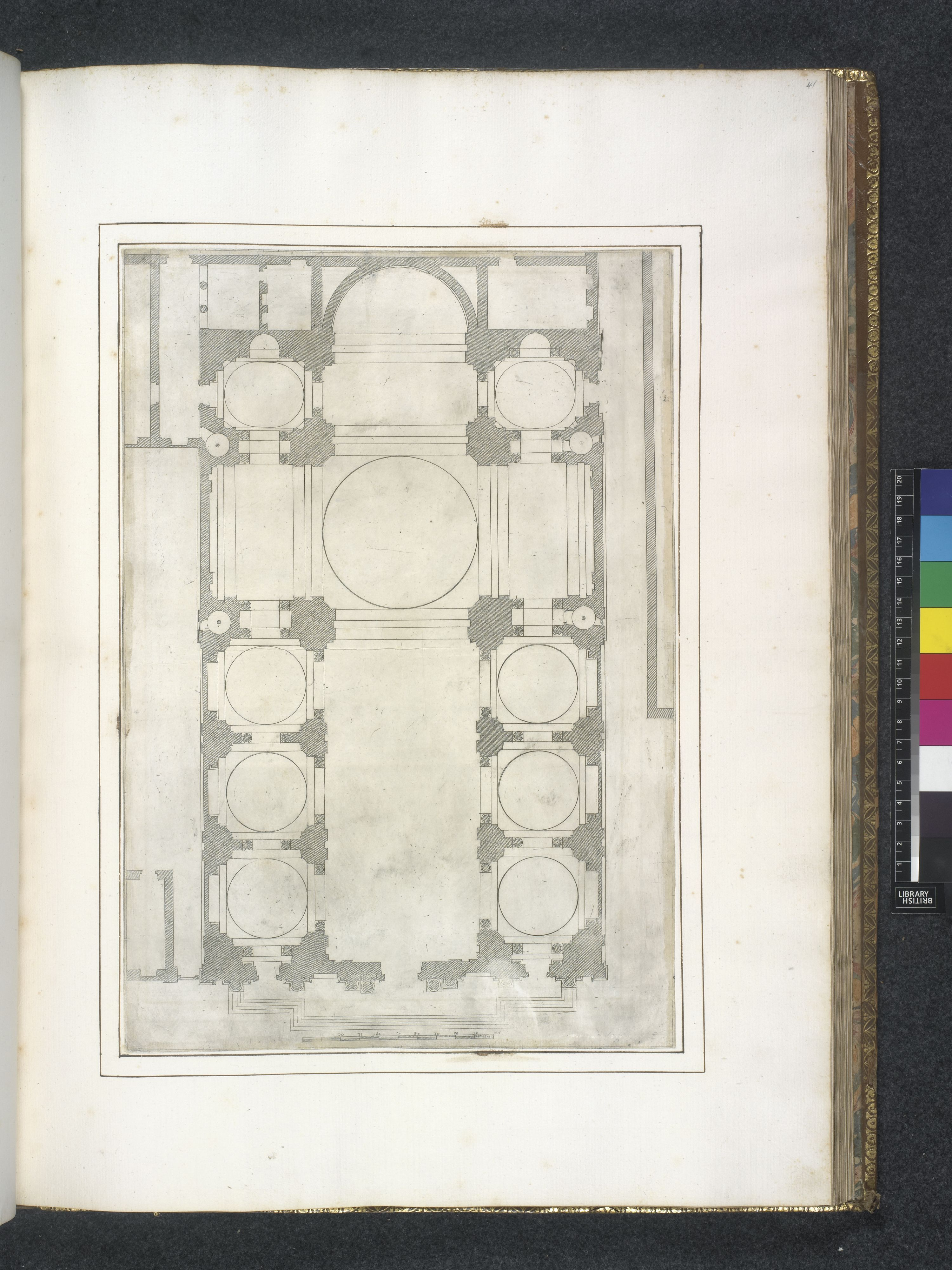
Az épület alaprajza
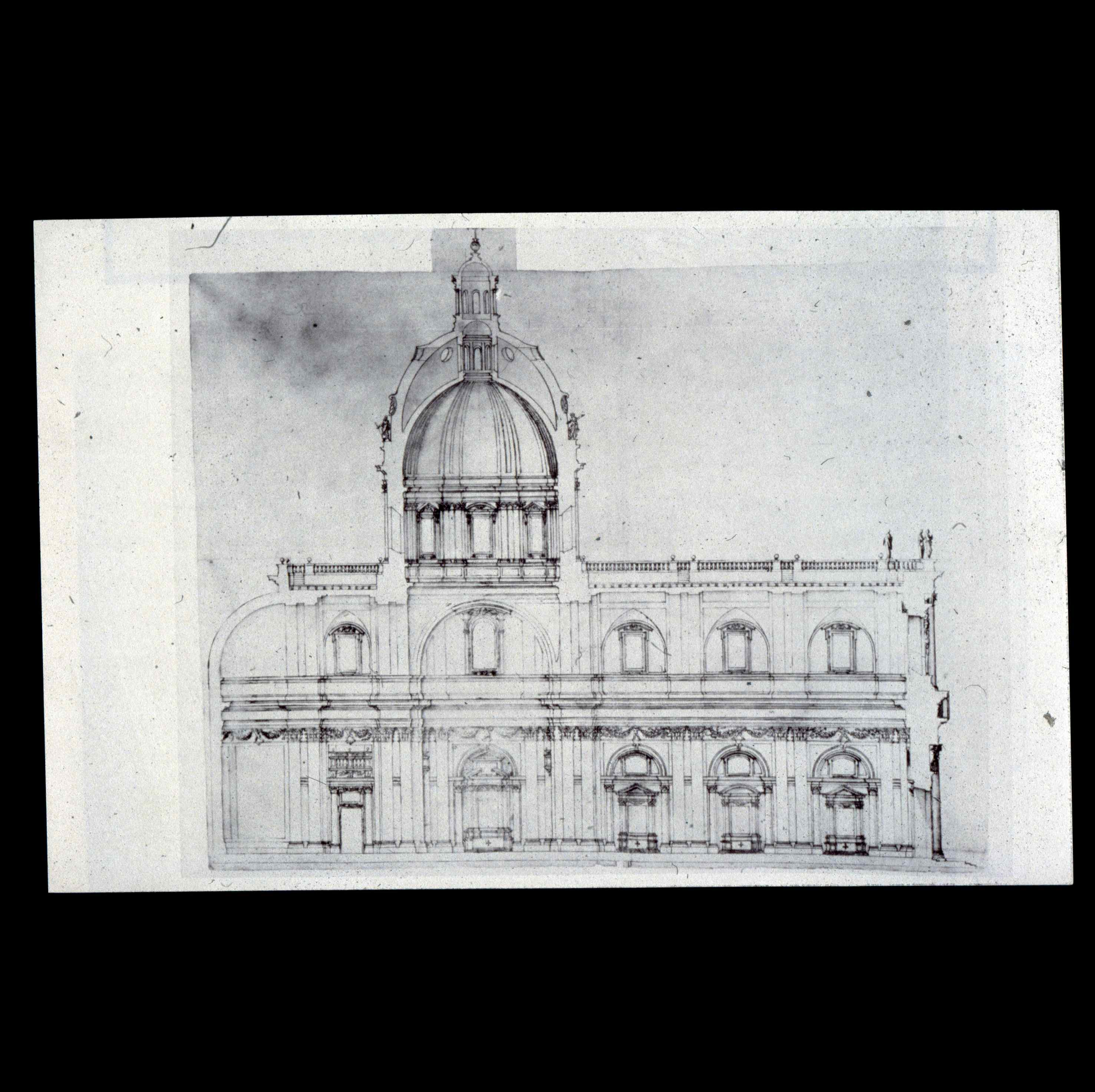
Az eredeti tervek a soha meg nem valósult kupolával
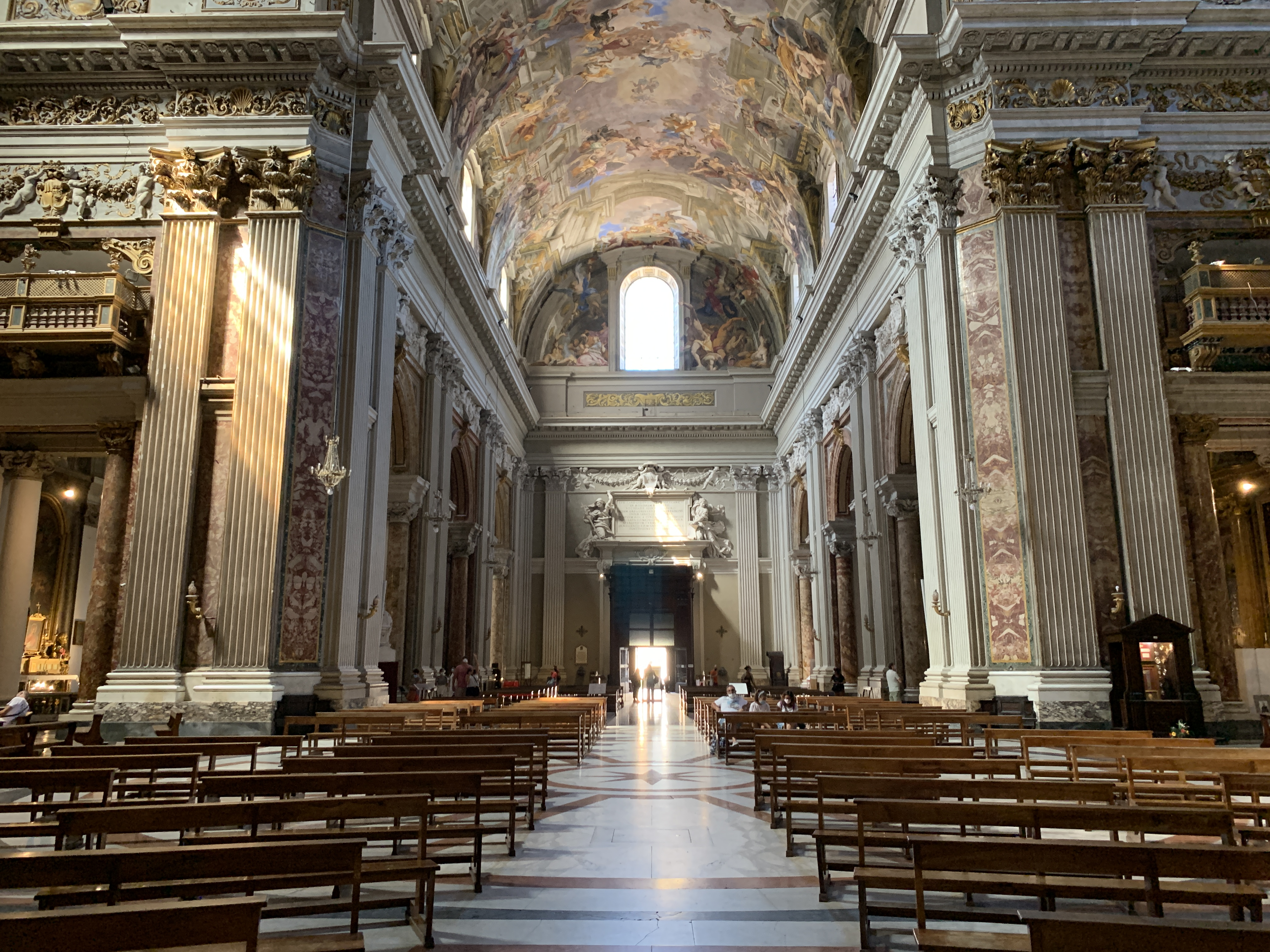
A főhajó bejárat felőli oldala
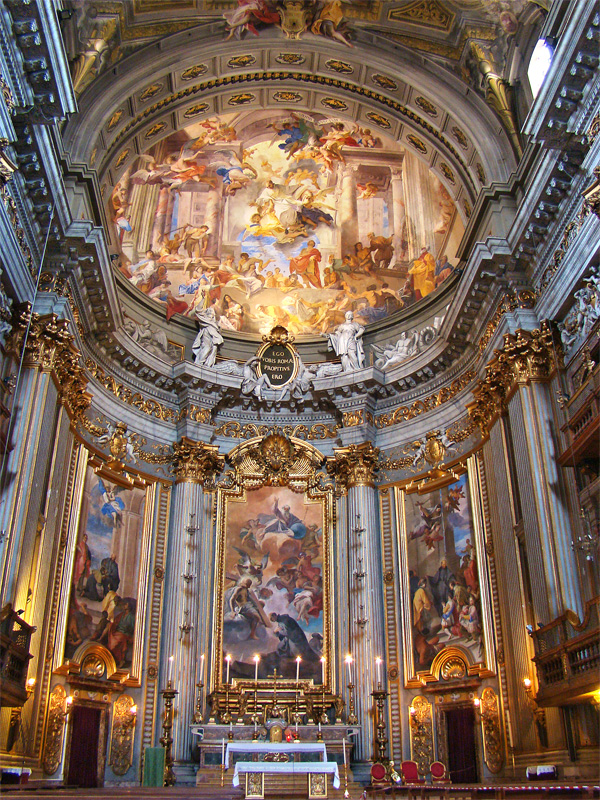
Az apszis és a főoltár
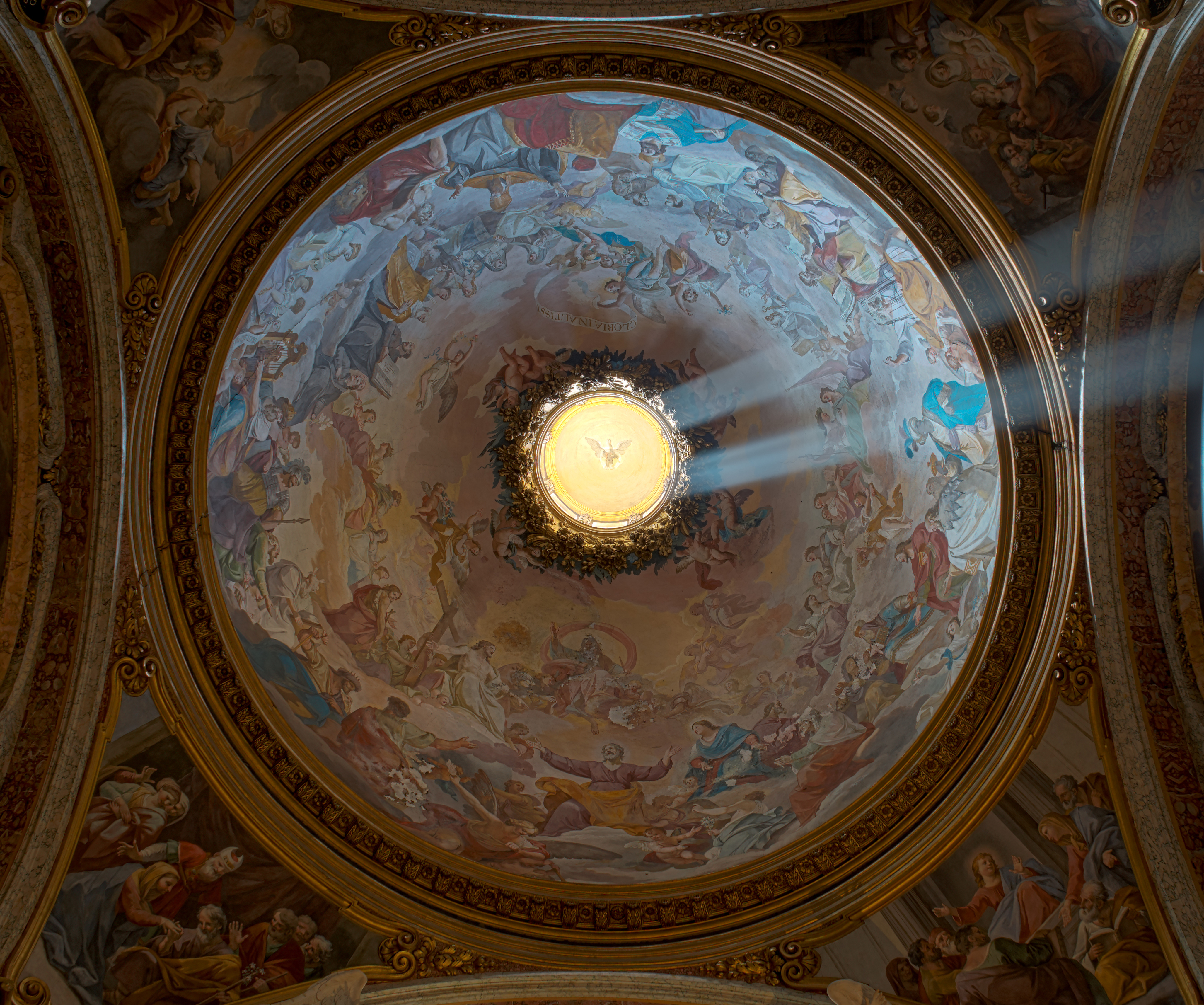
A Bellarmin-kápolna kupolája
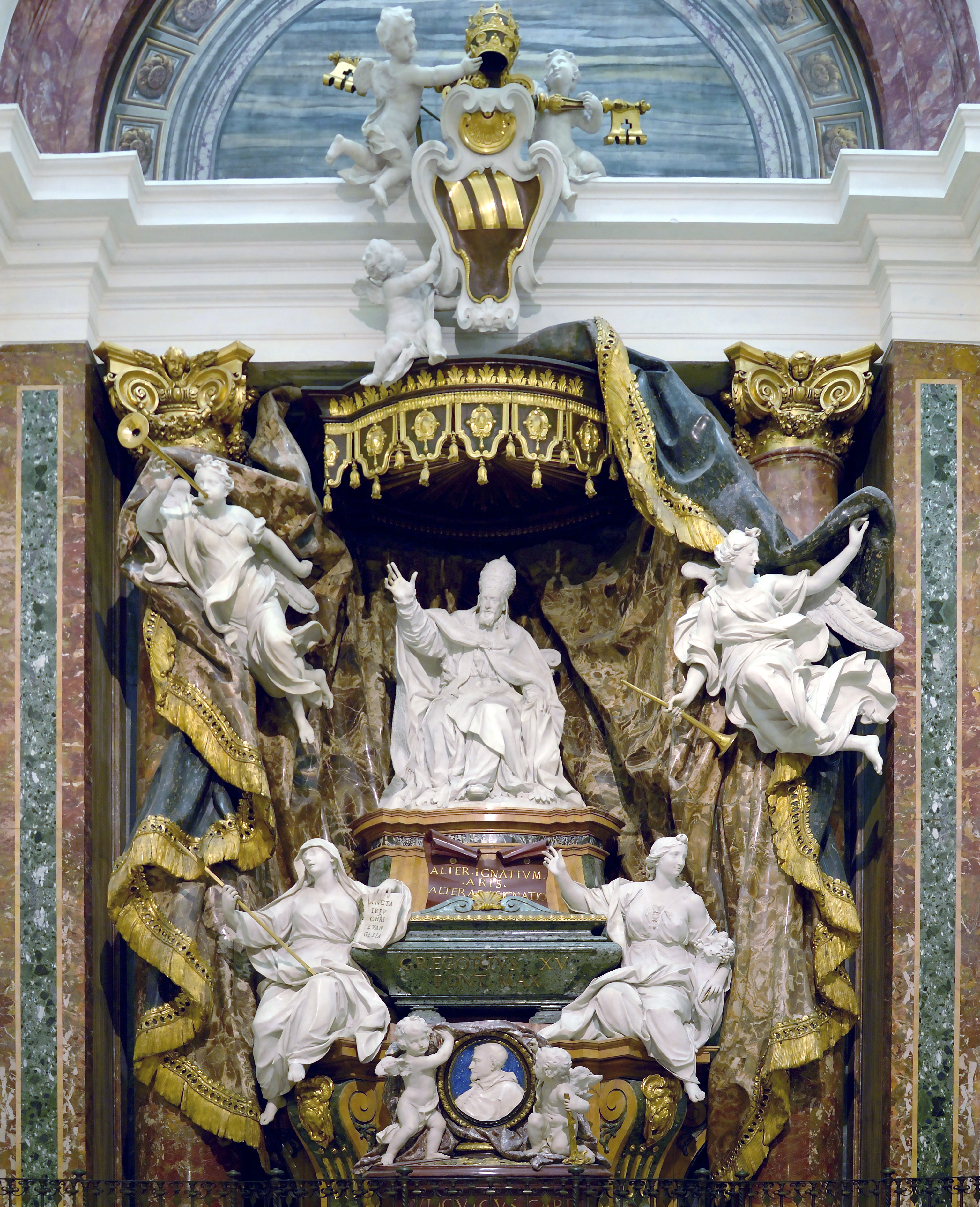
XV. Gergely pápa síremléke (Le Gros)
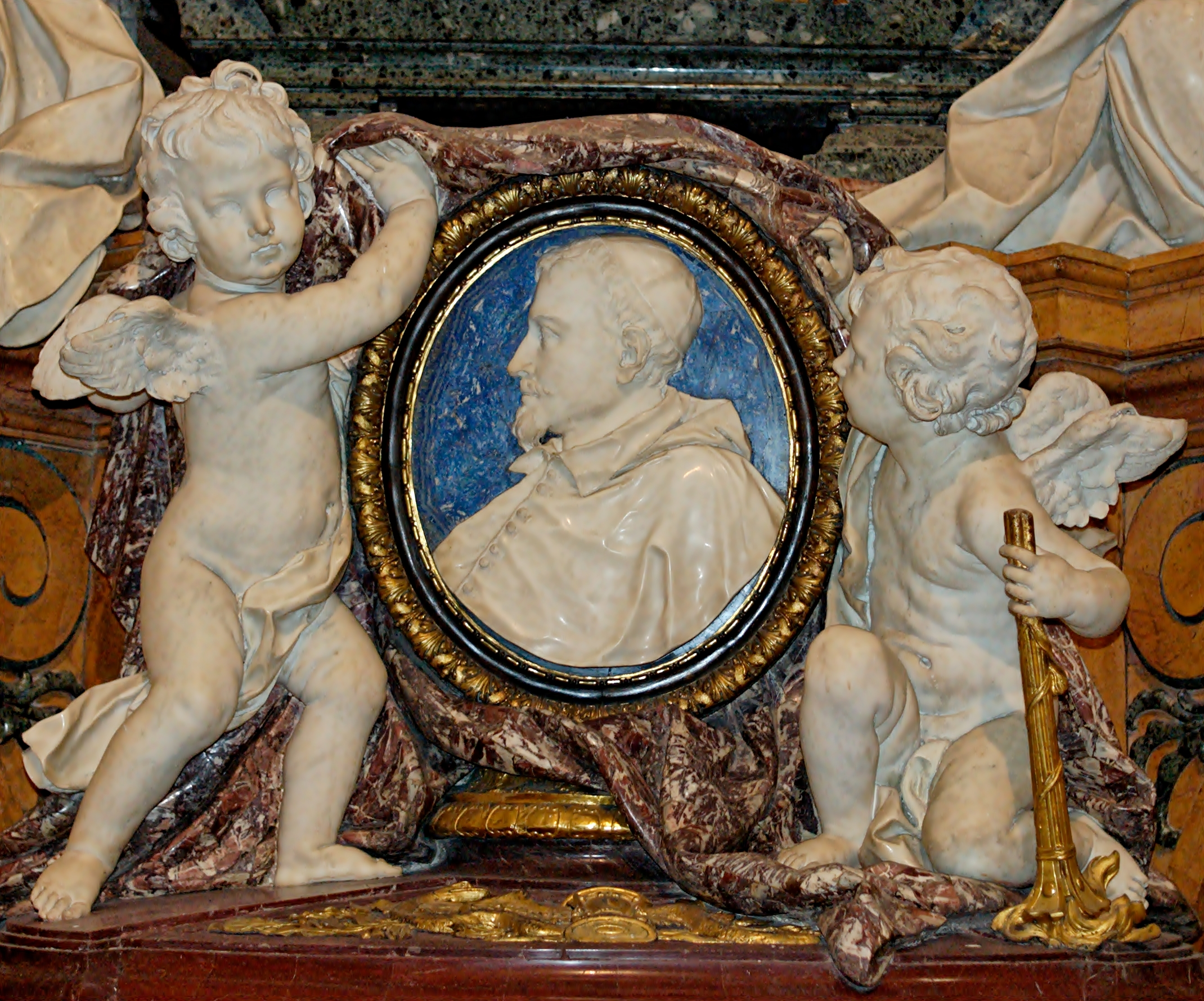
Ludovico Ludovisi bíboros medallionja
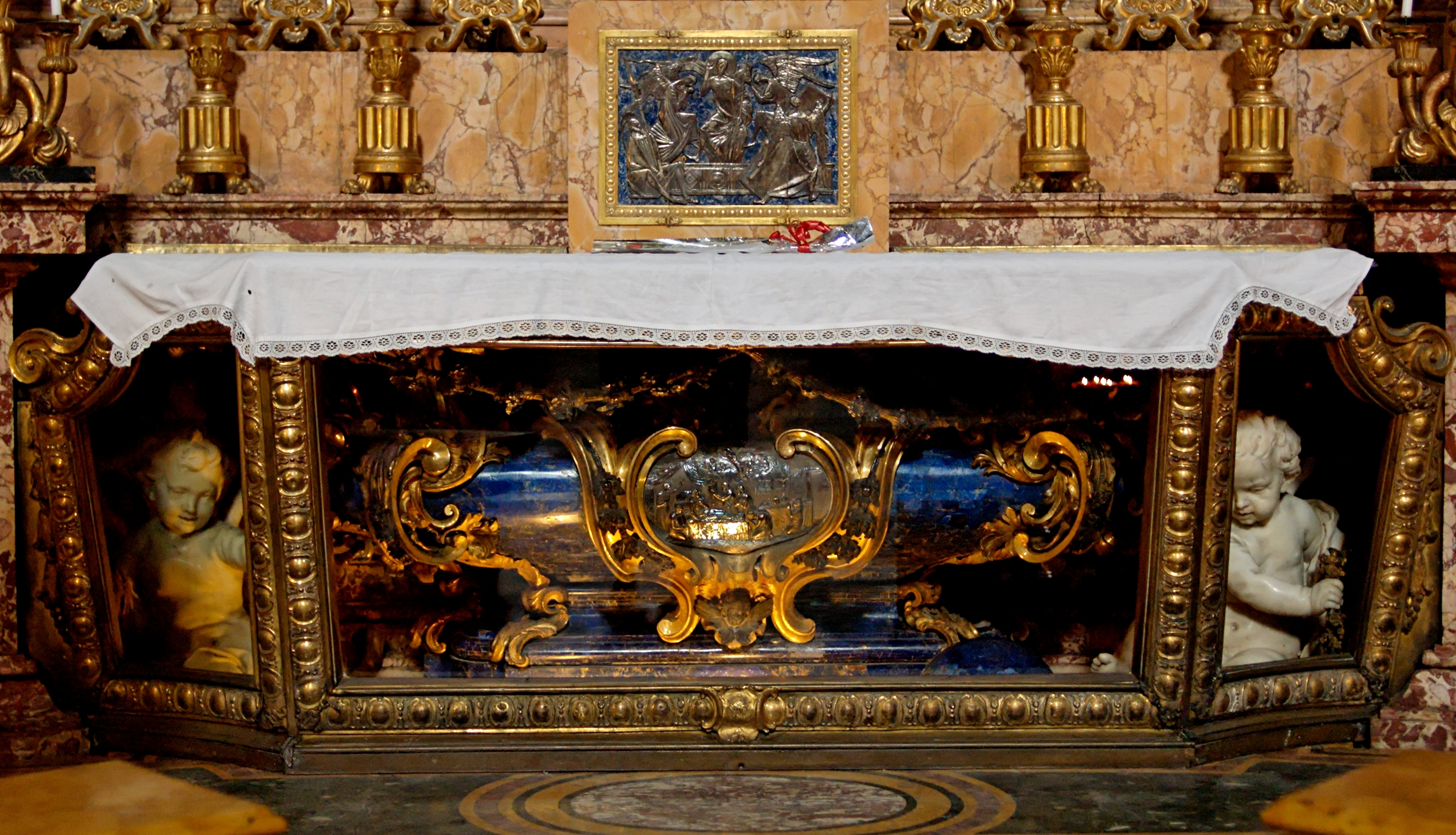
Gonzaga Szent Alajos sírja
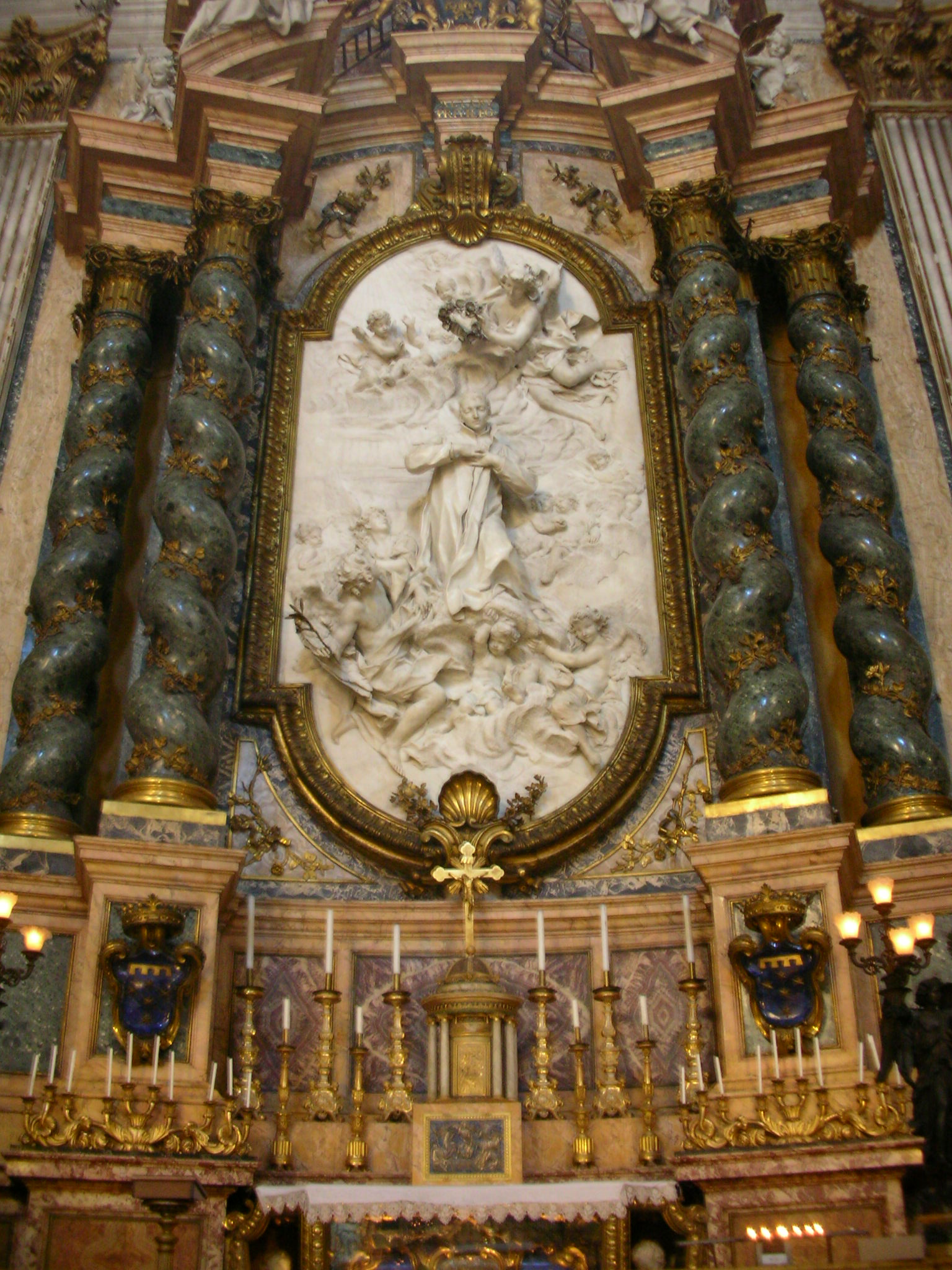
A Gonzaga Szent Alajos-oltár (Le Gros, 1697–99)
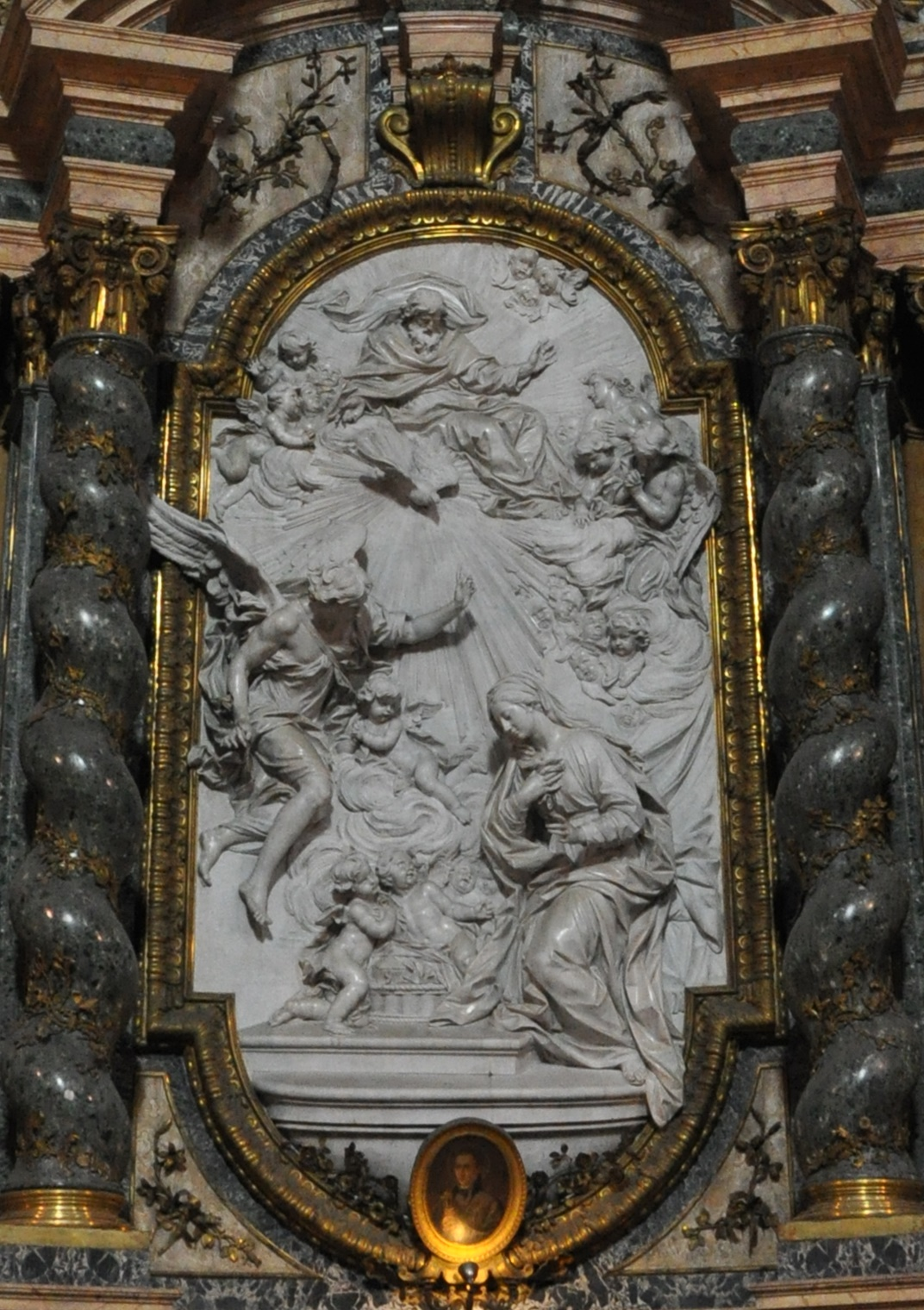
Angyali üdvözlet-oltár (Della Valle, 1750)
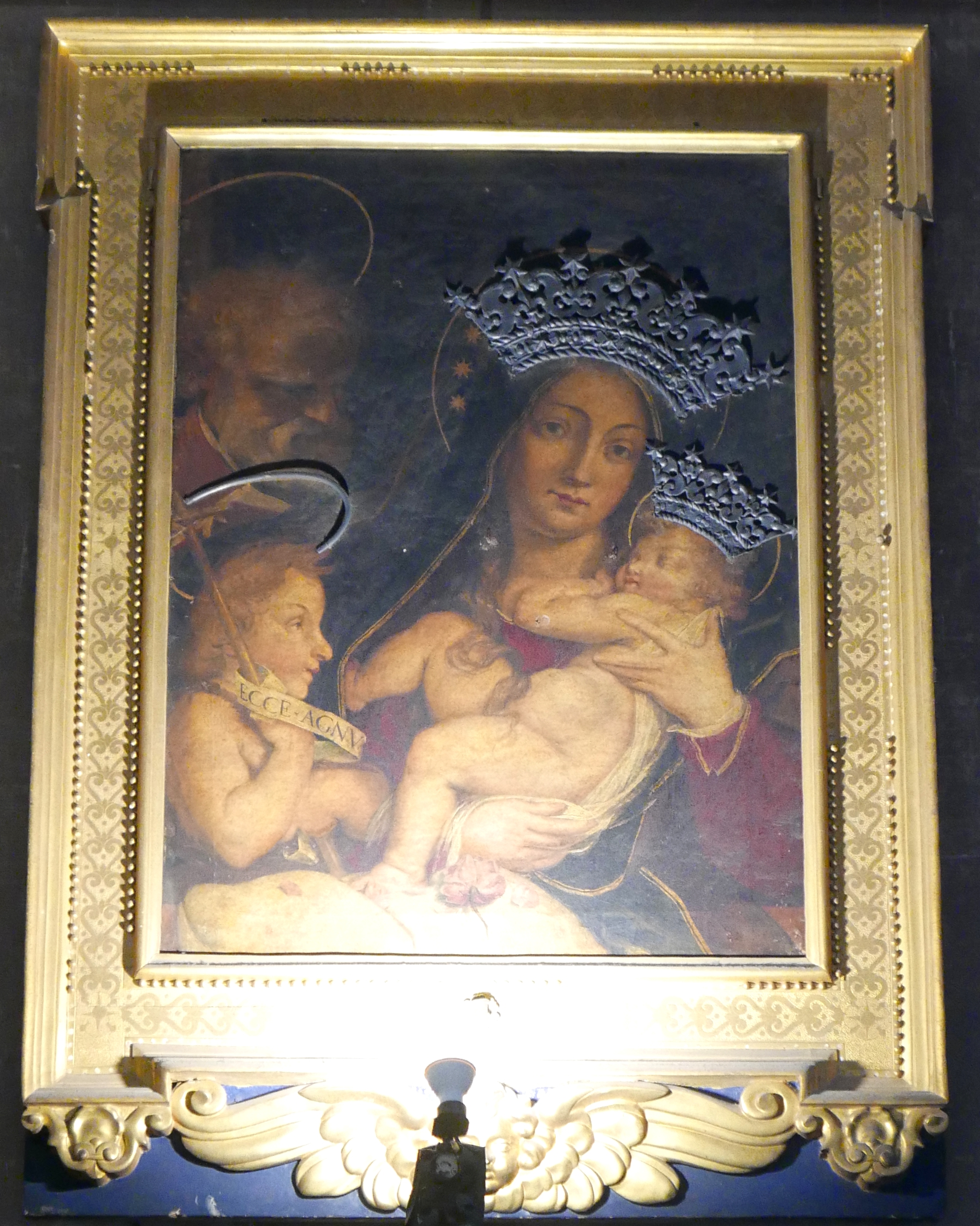
A Szent Család, a Madonna és a Gyermek ikonját 1676-ban kanonikusan megkoronázták X. Kelemen pápa engedélyével.

## Fordítás
- Ez a szócikk részben vagy egészben  a   Sant'Ignazio, Rome című angol Wikipédia-szócikk ezen változatának fordításán alapul.  Az eredeti cikk szerkesztőit annak laptörténete sorolja fel. Ez a jelzés csupán a megfogalmazás eredetét és a szerzői jogokat jelzi, nem szolgál a cikkben szereplő információk forrásmegjelöléseként.